# Takayanagi Kohei
Kohei Takayanagi (sinh ngày 14 tháng 4 năm 1994) là một cầu thủ bóng đá người Nhật Bản.

## Sự nghiệp câu lạc bộ
Kohei Takayanagi đã từng chơi cho Grulla Morioka.